# Nicola Gratteri
Nicola Gratteri   (Gerace, 22 de juliol de 1958) és un magistrat i assaggista italià, des del 21 d'abril de 2016 és el Procurador de la República a Catanzaro. capital de la Regió de Calàbria.

## Biografia
Després d'obtenir un grau científic es va inscriure a la Facultat de Dret de la Universitat de Catània. Es va graduar en quatre anys i dos anys més tard es va unir a la magistratura italiana.
Actualment és un dels jutges més famosos de la DDA. Compromès en primera línia contra la 'Ndrangheta, viu sota escorta des d'abril de 1989. El 21 de juny de 2005, el ROS dels Carabinieri va troba a piana di Gioia Tauro un arsenal d'armes (un quilo de plàstic amb un detonador, llançacoets, Kalasnikov, granades) que podrien servir per a un atac contra Gratteri.
En 2009 va ser nomenat fiscal adjunt de la República al tribunal de Reggio Calabria.
El 18 de juny de 2013, el President del Consell de ministres Enrico Letta va nomenar Gratteri component de la task force per l'elaboració de propostes en temes de lluita contra el crim organitzat.
El febrer de 2014 el nou govern Renzi dona insistentment el seu nom per al càrrec de Ministre de Justícia però al final va prevaler Andrea Orlando, antic  Ministre de medi ambient de Govern Letta.
El 27 de febrer de 2014 Rosy Bindi, com a president de Comissió Parlamentària Antimàfia, anuncia el nomenament de Gratteri com a assessor de la comissió. En aquesta ocasió, el fiscal antimàfia nacional Franco Roberti va posar l'accent en la seva estima per Gratteri sostenint que "els polítics són polítics i els jutges són jutges. Els millors de nosaltres hem de seguir fent els magistrats, llavors tothom és lliure de prendre les seves pròpies decisions" i ha reiterat que "quan un jutge entra a la política no pot després tornar a ser magistrat." Gratteri ha acceptat el càrrec compatible amb el seu paper de procurador.
L'1 d'agost de 2014 el primer ministre Matteo Renzi nomena Gratteri president del Comitè per a l'elaboració de propostes legislatives en matèria de lluita contra la màfia.
El ple del CSM, amb una pràctica d'urgència, el 21 d'abril de 2016, el va nomenar Procurador de Catanzaro, ocupant el lloc deixat per Antonio Lombardo, es va jubilar.

## Reconeixements
Ha participat en programes televisius de Raitre per la presentació del seus llibres Fratelli di sangue, La Malapianta i La giustizia è una cosa seria i en què va posar en relleu que alguns petits canvis (sense grans costos) podrien reduir dràsticament els inconvenients relacionats amb la transmissió de les notificacions i ús instrumental d'escoltes telefòniques. També va ser convidat a Presa Diretta, sempre a Rai 3 el 17 de febrer de 2014. En aquesta ocasió es va parlar de l'operació "New Bridge", que va conduir a la detenció de 26 persones a Itàlia i Estats Units i dels diners de la Màfia que estan a les mans de l'estat. El novembre de 2011 ha publicat un altre llibre (amb el periodista Nicaso) La mafia fa schifo, on hi ha recollits els pensaments i les cartes de nois sobre la màfia. Gratteri sempre ha estat molt sensible a l'ús de l'educació dels nens i joves com a eina preventiva valuosa en la lluita contra la màfia i amb aquesta finalitat es desplaça a les escoles i universitats a Itàlia i a l'estranger, per trobar-se amb els joves i explicar per què no "convé" ser ndranghetisti.
El 10 d'agost de 2010 a Sant'Alessio d'Aspromonte va ser el guanyador del prestigiós premi "Tiglio d'oro".
El 10 d'agost de 2011 a Lungro rep el "Premio Città di Lungro". El 20 d'octubre de 2011 a Rosarno va rebre el Premi Giuseppe Valarioti dedicat a la memòria del jove professor de lletres, secretari local del PCI, mort en un emboscada de la màfia el 10 de juny de 1980.
El 22 d'abril de 2012 al teatre "La Nuova Fenice" Osimo va ser guardonat amb el Premi Renato Benedetto Fabrizi. El 12 d'agost de 2012 prop de la vila "Angelo Frammartino" a Caulonia va rebre el Premi Angelo Frammartino, dedicat a la memòria del jove pacifista.
El 28 de gener de 2014 a la Sala de la Protomoteca del Campidoglio de Roma, va ser guardonat amb el prestigiós Premi Coliseu - Roma Art Meeting.
El 15 d'octubre 2014 a Nova York va ser guardonat amb el Premi al Coratge Civil de la Train Foundation amb el que anualment es reconeix a aquells que han estat sinònim de valor civil amb risc de la seva.

## Obres
- Grateri, Nicola. 'Ndrangheta Le radici dell'odio.  Aliberti editorial, 2007, p.203. ISBN 978-88-7424-294-8.
- Grateri, Nicola. Il grande inganno. I falsi valori della 'ndrangheta.  Luigi Pellegrini editorial, 2007. Amb Antonio Nicaso i Michele Borrelli
- Grateri, Nicola. Fratelli di sangue.  Luigi Pellegrini editorial, 2007, p.320. ISBN 88-8101-373-8.
- Fratelli di sangue.  Arnoldo Mondadori editorial, 2009. Amb Antonio Nicaso (nova edició)
- Grateri, Nicola. Cosenza 'ndrine sangue e coltelli. La criminalità organizzata in Calabria.  Luigi Pellegrini editorial, 2009. amb Antonio Nicaso i Valerio Giardina
- Grateri, Nicola. La Malapianta.  Milano: Arnoldo Mondadori editorial, 2010. Amb Antonio Nicaso
- Grateri, Nicola. 'Ndrangheta Le radici dell'odio.  Aliberti editorial, 2010, p.221. ISBN 978-88-7424-608-3. (nova edició)
- Grateri, Nicola. La mafia fa schifo. Letere di ragazzi da un paese che non si rassegna.  Milano: Arnoldo Mondadori editorial, 2011.
- Grateri, Nicola. La giustizia è una cosa seria.  Arnoldo Mondadori editorial, 2011. ISBN 88-04-60657-6.
- Grateri, Nicola. Dire e non dire. I dieci comandamenti della 'ndrangheta nelle parole degli affiliati.  Milano: Mondadori, 2012.
- Grateri, Nicola. Acqua santissima. La Chiesa e la 'ndrangheta. Storie di potere, silenzi e assoluzioni.  Milano: Mondadori, 2013. ISBN 978-88-04-63214-6.
- Grateri, Nicola. Male lingue.  Pellegrini editorial, 2014. ISBN 978-88-6822-183-6.
- Oro Bianco. Storie di uomini, traffici e denaro dall'impero della cocaina.  Milano: Mondadori, 2015. ISBN 978-88-04-65299-1.
- Padrini e padroni. Come la 'ndrangheta è diventata classe dirigente.  Milano: Mondadori, 2016. ISBN 978-88-046-6892-3.
- L'inganno della mafia. Quando i criminali diventano eroi.  Roma: Rai-Eri, 2017. ISBN 978-88-397-1699-6.
- Nicola Grateri - Antonio Nicaso, Fiumi d'oro. Come la 'ndrangheta investe i soldi della cocaina nell'economia legale, Collana Strade blu, Mondadori 2017, ISBN 9788804683599.